# Izotiazol
Izotiazol – heterocykliczny, organiczny związek chemiczny z grupy azoli, o pięcioczłonowym pierścieniu aromatycznym zawierającym heteroatomy siarki i azotu w pozycji 1 i 2. Izomerem izotiazolu jest tiazol, w którym atomy te znajdują się w pozycjach 1 i 3. Został odkryty w 1956 roku.
Pierścień izotiazolu występuje w cząsteczkach wielu związków organicznych, np. w zyprazydonie czy perospironie.